# Ilha de Villegagnon
Ilha de Villegagnon (portugisiska: Ilha de Villegaignon) är en ö i Brasilien.   Den ligger i delstaten Rio de Janeiro, i den sydöstra delen av landet, 900 km sydost om huvudstaden Brasília.

## Historia
År 1555 erövrades ön av den franske amiralen Nicolas Durand de Villegaignon. Indianerna kallade ön Serigipe. Villegagnon var också diplomat och riddare av Malteserorden och han lät bygga fästningen Coligny och grundade den första franska kolonin i Sydamerika. Vid denna tid hade franska upptäcktsresande försökt nå Antarktis. Följaktligen kallades den nya kolonin Franska Antarktis i Brasilien.
De franska kolonisatörerna var protestantiska kalvinister som flytt förtrycket i hemlandet. När fästningen var klar hölls den första nattvarden i Sydamerika.

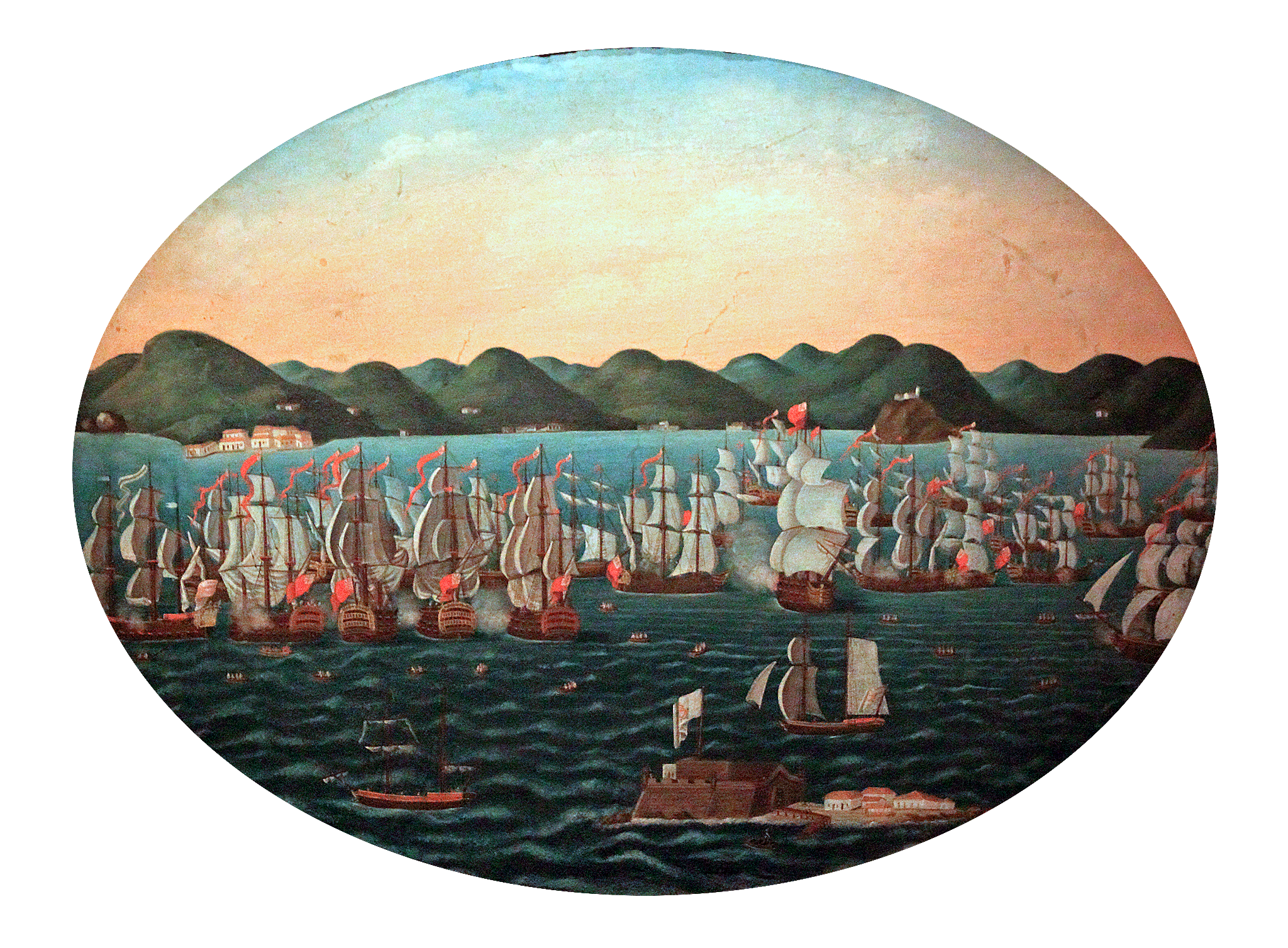
MHN Leandro Joaquim - Målning Armadan utanför Ilha de Villegagnon

Portugal hade med stöd av påve Alexander VI tilldelats allt land i öster om meridianen 45°V enligt Tordesillasfördraget 1493. Portugisiska kolonisatörer drog sig söderut längs kusten och fann att öarna i Guanabarabukten som ligger på cirka 42°V var ockuperade. År 1558 anföll den portugisiske generalguvernören Mem de Sá de franska kolonisatörerna med 26 skepp och 2000 soldater. Den lilla byn Rio de Janeiro och öarna i bukten erövrades.
Fästningen Coligny raserades och den 17 mars 1560 firades den första mässan på Ilha de Villegagnon. 
Under följande århundrade byggde portugiser en ny fästning. 1938 etablerade den brasilianska flottan en sjökrigsskola på ön.

## Geografi
Runt Ilha de Villegagnon är det i huvudsak tätbebyggt.